# Acacia hakeoides
Acacia hakeoides é uma espécie de leguminosa do gênero Acacia, pertencente à família Fabaceae.